# Reece Mastin
Reece Mastin (Scunthorpe, 24 novembre 1994) è un cantautore australiano di origine britannica che ha vinto la terza edizione di X Factor in Australia il 21 novembre 2011.
Dopo la sua vittoria ha ricevuto un contratto discografico con la Sony Music australiana ed ha lanciato, il 22 novembre dello stesso anno, il suo inedito Good Night, riconosciuto in Australia quattro volte disco di platino. Il singolo di debutto entra direttamente alla prima posizione nella classifica australiana.

## Vita
Nasce a Scunthorpe, in Inghilterra e all'età di 11 anni insieme alla famiglia si trasferisce a Greenwith, nel sud Australia. All'età di 7 anni gli è stata diagnosticata la sindrome del collo d'orecchio, malattia cronica dovuto all'accumulo di liquido nell'orecchio medio che è la prima causa di perdita dell'udito nei bambini. Frequenta la Golden Grove School. Non ebbe mai formazioni musicali, si limitava solamente a cantare le canzoni che passavano alla radio e appassionatosi inizia a scrivere testi di canzoni all'età di 12 anni. Forma una mini band con i suoi amici ed incide anche un EP prima delle selezioni ad X Factor. Dopo la vittoria ha lasciato definitivamente il 12º anno di scuola (4^ liceo)

## The X Factor
All'audizione si presenta cantando Come Get Some e subito viene apprezzato per le sue doti canore ed entra a far parte del cast nella categoria giovani (16-24 anni). Nella semifinale ha modo anche di fare un duetto speciale con Kylie Minogue cantando Kids. È stato salvato sempre dal pubblico eccetto per una volta che è andato in ballottaggio alla 7ª settimana. Tra gli altri pezzi che portò all'esibizione ci sono: Toxic, I Kissed a Girl & She Will Be Loved (quest'ultimo riesce a entrare nella top 100 Australia)

## Singoli

### Good Night
È il singolo di debutto, pubblicato il 22 novembre 2011,ed è stato presentato per la prima volta alla finale del talent show.
Scritto da Hayley Warner, Anthony Egizii e David Musumeci, la canzone secondo i critici è paragonabile strutturalmente a Raise Your Glass di Pink (cantante). Il 28 novembre 2011, Good Night debutta alla numero uno nella classifica dei singoli ARIA, e diventa il primo singolo di un vincitore di X Factor a debuttare alla n°1. Il brano è stato certificato quattro volte disco di platino dalla Recording Industry Association australiana (ARIA) con circa 280 000 downloads. È arrivata alla n°1 anche in Nuova Zelanda dove è stato certificato disco di platino dalla Recording Industry Association of New Zealand (RIANZ).
Il video musicale del brano è stato girato il 30 novembre 2011 in The Lair presso il Teatro della metropolitana di Sydney dove erano stati reclutati 200 fans. Un video dietro le quinte da The Daily Telegraph è stato pubblicato il 1 ° dicembre 2011 nel quale si vedeva Mastin che si esibiva sul set delle riprese del video. Il video inizia con Mastin che è nel backstage con la sua band e si sta preparando per un concerto.
Quando si parla della canzone, Mastin afferma: "Ha quel vecchio di estivo-rock ed è molto divertente e diversa dalle canzoni che pubblicano i vincitori di X Factor che di solito puntano su una grande ballata"
| Anno | Titolo                | Peak chart | Peak chart | Certificazione                    | Album         |
| Anno | Titolo                | AUS        | NZ         | Certificazione                    | Album         |
| ---- | --------------------- | ---------- | ---------- | --------------------------------- | ------------- |
| 2011 | "Good Night"          | 1          | 1          | - AUS: 4× Platinum - NZ: Platinum | Reece Mastin  |
| 2012 | "Shut Up and Kiss Me" | 2          | 1          |                                   | Secondo album |

## Album
Reece Mastin è l'album di debutto pubblicato il 9 dicembre del 2011. Contiene, eccetto per Good Night, tutte cover e remake di canzoni suonati dal vivo durante le esibizioni dello show. Per promuovere l'album, Mastin fece un tour nei centri commerciali in tutta l'Australia. Ha anche intrapreso la sua prima tournée australiana headliner nel mese di dicembre 2011 terminandola nel febbraio 2012.

### Discografia

#### Album in studio
| Titolo       | Album dettagli                                                                            | Peak chart | Peak chart | Certificazione                |
| Titolo       | Album dettagli                                                                            | AUS        | NZ         | Certificazione                |
| ------------ | ----------------------------------------------------------------------------------------- | ---------- | ---------- | ----------------------------- |
| Reece Mastin | - Released: 9 December 2011 - Formats: CD, digital download - Label: Sony Music Australia | 2          | 1          | - AUS: 2× Platinum - NZ: Gold |

## Nomination
| Anno | Genere         | Award                            | Risultato |
| ---- | -------------- | -------------------------------- | --------- |
| 2011 | IT List Awards | Singolo dell'anno ("Good Night") | Nominato  |
| 2011 | IT List Awards | Album del 2011 (Reece Mastin)    | Nominato  |
| 2011 | IT List Awards | Artista Maschile Australiano     | Nominato  |